# زنان در ارتش برپایه کشور

نقشه جهانی رفتار برابر با زنان در نیروهای مسلح (2024)

تاریخ اخیر تغییرات در نقش زنان شامل حضور زنان در ارتش در بسیاری از کشورها است. اگرچه بیشتر کشورهای جهان به هر شکلی اجازه حضور زنان در ارتش را می‌دهند، اما در سال ۲۰۱۸ تنها دو کشور نروژ و سوئد زنان و مردان را با شرایط رسمی یکسان به خدمت سربازی اجباری کردند. چند کشور دیگر قوانینی دارند که امکان اجباری شدن پیوستن زنان به نیروهای مسلح را با تفاوت‌هایی مانند معافیت از خدمت، طول خدمت و غیره فراهم می‌کند. برخی از کشورها خدمت اجباری ندارند، اما مردان و زنان ممکن است به صورت داوطلبانه تحت شرایط مساوی خدمت کنند.